# Bözbergpass
Il Bözbergpass è un valico della Svizzera nel canton Argovia, collega la località di Frick con quella di Brugg . Scollina a un'altitudine di 569 m s.l.m.